# Fen Drayton
Fen Drayton è un villaggio e parrocchia civile dell'Inghilterra, appartenente alla contea del Cambridgeshire.